# Adolphe Crémieux
Adolphe Crémieux (Nîmes, 30 de abril de 1796-París, 10 de febrero de 1880) fue un abogado francés de origen judío, y político destacado en los periodos de la Monarquía de Julio, la Segunda República Francesa, el Segundo Imperio y la Tercera República.

## Biografía
Su verdadero nombre era Isaac Jacob Crémieux, y nació en una adinerada familia judía de Nîmes dedicada al negocio de las sedas. Su familia tenía origen en el enclave pontificio de Carpentras, y había emigrado años antes a Nîmes. Estudió leyes en su ciudad natal y se graduó de abogado en 1818 afiliándose a la masonería.
La carrera política de Crémieux empezó tras la Revolución de Julio contra la monarquía de Carlos X, cuando Crémieux llegó a París y empezó a formar una amplia red de contactos políticos, inclusive con el nuevo rey Luis Felipe de Orléans. Crémieux pronto destacó como defensor del liberalismo político, manifestando tales ideas en su carrera de abogado y en la prensa, llegando inclusive en 1840 a defender la rehabilitación civil del fallecido mariscal Michel Ney y acudiendo a Siria, entonces posesión del Imperio Otomano, para defender en una causa judicial a la comunidad judía de Damasco. Elegido diputado en 1842, Crémieux se opuso al régimen del ministro conservador Guizot.
A partir de 1834 Crémieux se desempeñó como vicepresidente de la entidad administrativa de los judíos franceses, el "Consistoire Central des Israélites de France". Durante la Revolución de 1848 Crémieux fue elegido por los diputados republicanos para integrarse al gobierno provisional como Ministro de Justicia; en ese cargo y logró suprimir los juramentos more judaico exigidos a los judíos para testificar en un tribunal de justicia. También dictó normas para abolir la pena de muerte por causas políticas, y decretar la inamovilidad de los jueces en sus puestos. Ese mismo año Crémieux apoyó las mociones para suprimir la esclavitud en las colonias francesas. 
No obstante, los conflictos entre republicanos y socialistas causaron que Crémieux se alejara del gobierno. Debido a la inestabilidad política existente la Segunda República Francesa Crémieux apoyó el ascenso al poder del príncipe Luis Napoléon Bonaparte como Presidente pero pasó a la oposición al conocerse prontamente las ambiciones monárquicas de Luis Napoleón, por lo cual fue arrestado el 2 de diciembre de 1851. 
Tras ser liberado poco después, Crémieux se apartó de la política y en 1860 fundó la Alianza Israelita Universal llegando a ser su presidente cuatro años después. En 1866 viajó a Rusia para defender a la comunidad judía de Saratov que había sido acusada falsamente de un asesinato ritual, logrando éxito en sus gestiones.
En noviembre de 1869 Crémieux fue elegido diputado republicano por París y en septiembre de 1870 fue convocado para entrar en el gobierno provisional establecido tras el destronamiento de Napoleón III, ocupando de nuevo el cargo de Ministro de Justicia. En este Crémieux dictó una importante ley, el Décret Crémieux N°136 del 24 de octubre de 1870, por el cual se permitiía a los judíos de Argelia Francesa acceder a la condición de ciudadanos franceses. Esta norma, conocida como "Ley Crémieux" fue considerada un gran avance en la emancipación política de los judíos de Francia en general pero fue criticada décadas después por excluir a los argelinos de origen árabe. 
El 14 de febrero de 1871, al no poderse organizar una defensa militar efectiva contra las tropas prusiana que invadían Francia, Crémieux renunció a seguir en el gobierno, pero ocho meses después fue elegido diputado y luego senador en 1875 con el advenimiento de la Tercera República. Murió en París en 1880.